# Primo Dothé Mata
Primo Dothé Mata (Tamazunchale, San Luis Potosí, México, 5 de agosto de 1968) es un político mexicano que previamente estuvo afiliado al partido Movimiento Regeneración Nacional (Morena). De septiembre de 2018 a abril de 2021 fue Senador de la República en representación del estado de San Luis Potosí en la LXIV Legislatura del Congreso de la Unión.

## Primeros años
Primo Dothé Mata nació en Tamazunchale, estado de San Luis Potosí, México, el 5 de agosto de 1968. Desde 1991 fue dirigente del Frente ciudadano «Doctor Salvador Nava Martínez» en la región Huasteca potosina.

## Senador de la República
En las elecciones federales de 2018 fue electo como senador de la República de primera minoría en representación del estado de San Luis Potosí. Asumió el cargo dentro de la LXIV Legislatura el 1 de septiembre de 2018. Dentro del congreso es presidente de la tercera comisión de trabajo y secretario de la comisión de zonas metropolitanas y movilidad. Fue secretario de la mesa directiva del senado del 31 de agosto de 2019 al 31 de agosto de 2020.
El 29 de abril de 2021 pidió licencia de su cargo de senador y anunció su renuncia al partido Morena en protesta por las candidaturas de la coalición «Juntos Hacemos Historia» en el estado de San Luis Potosí para las elecciones federales y las estatales. Dothé consideró que «en muchas candidaturas Morena ya no representa a la cuarta transformación».